# Terre-plein (génie civil)
Pour les articles homonymes, voir Terre-plein.

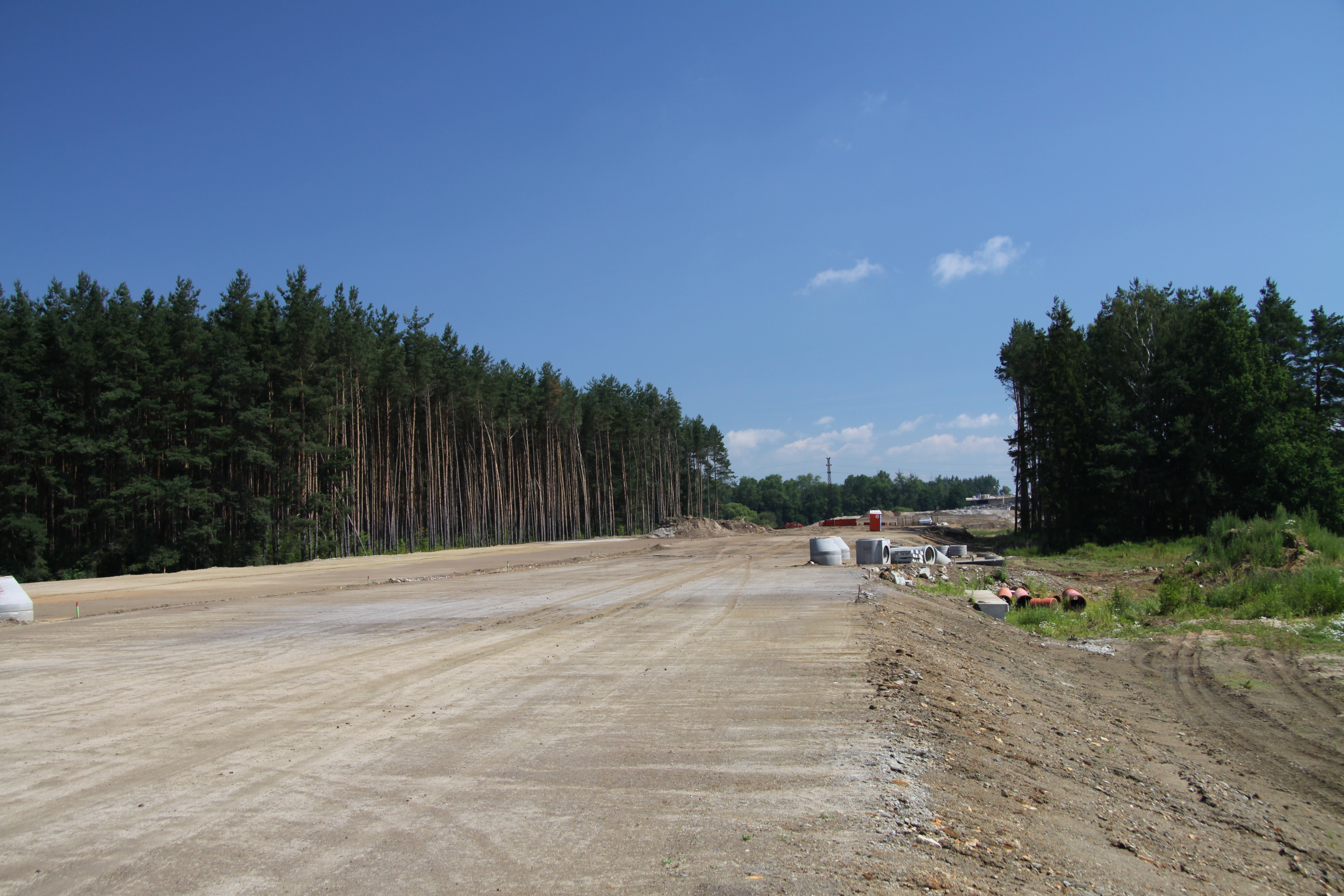
Terre-plein de l'autoroute tchèque D3 en construction.

Un terre-plein ou terreplein est un ensemble de couches talutées servant à l'assise d'une monodalle, d'un immeuble, d'un dallage ou d'une infrastructure de transport, généralement conçu pour supporter un poids important, des vibrations et incorporant divers systèmes d'évacuation (au minimum via une pente suffisante (ex : > 2 cm/m pour les eaux-vannes). Les premiers terre plein datent de la préhistoire (supports de tumulus par exemple) puis de l'antiquité (supports de palais, temples, réservoirs et aqueducs et lourdes murailles).
On parle de « terre-plein central » pour désigner la bande (souvent végétalisée) qui sépare deux voies autoroutières ou routières. Il est généralement protégé par un rail métallique, un double rail ou un muret de béton coulé en continu pour limiter la gravité des accidents de la route impliquant cette zone,.

## Composition
Un terre-plein se compose généralement des couches suivantes (de bas en haut) :
- le bon sol ;
- une couche de tout-venant (environ 30 cm) ;
- une couche de sable de carrière (environ 5 cm) ;
- un isolant en polystyrène expansé ou extrudé, de classe incompressible ;
- un film plastique polyéthylène étanche (200 μm).

## Contraintes et spécificités
Selon sa nature (matériaux, albédo), sa forme, sa taille, son épaisseur et les modalités de sa mise en œuvre ou de son entretien, le terre plein présente des spécificités géotechniques à l'égard de l'eau et de l'humidité, ainsi qu'en termes d'inertie thermique et de transferts thermiques, qui peuvent être valorisées par les architectes et urbanistes pour des maisons ou immeubles bioclimatiques par exemple. Sur des sols mous ou instables (avec parfois des risques d'aléas spécifique, fonte du pergélisol par exemple en zone de réchauffement climatique, ou encore terre-plein construit au-dessus d'une zone d'affaissement minier ou en zone sismiquement active ou potentiellement actives où existe un risque de liquéfaction du sol contre lequel des précautions parasismiques peuvent être prises). Quand le terre plein support des constructions habitées ou des lieux de vie, des enjeux de santé environnementale existant quand les matériaux utilisés pour sa construction contiennent des polluants ou des produits naturellement radioactifs et/ou sources de radon. De manière générale, des enjeux de protection de l'eau existent quand les matériaux contiennent des polluants, mais parfois on cherche à inerter des polluants et à les stocker sous forme de terre-plein protégés par une couverture étanche.
Quand le terre-plein est gagné sur la mer pour la construction d'avant-port, d'aéroport, de centrales nucléaires, etc. des précautions supplémentaires doivent être prises (endiguement, prise en compte des effets du sel ou de l'eau salée, d'un éventuel risque de tsunami ou de montée de la mer, etc.).

## Dalle
Quand le terre-plein est destiné à supporter une dalle, on coule celle-ci en béton armée par une armature appelée treillis soudé. Cette dalle aura un comportement thermique en partie modéré par le terre-plein.

## Infrastructure de transport
Dans ce cas il s'agit d'une surface de roulement (autoroute, route, piste d'aéroport, voie ferrée) destinée à supporter le poids et le passage des véhicules).
Le terre-plein a pour rôle de :
- supporter et éventuellement isoler la dalle (thermiquement, avec éventuelle mise hors-gel)
- limiter l'infiltration d'eau par capillarité (étanchéité), ou au contraire l'accélérer dans le cas d'une voie ferrée (originellement pour que les traverses de chemin de fer en chêne ne pourrissent pas, et pour l'imiter l'envahissement par la végétation[10])
- stabiliser la dalle (structure mécanique) parfois en lui conférant une légère élasticité au substrat (talus de chemin de fer par exemple)
- supporter des espaces verts ou des espaces ayant fait l'objet d'un processus de renaturation (le long des axes routiers et parfois ferroviaires, dans le cadre de mesure conservatoires ou compensatoires en général) qui nécessitent un entretien fait dans des conditions particulières de sécurité et la prise en compte d'un risque accru de propagation d'espèces exotiques envahissantes (ex : Renouée du Japon ou plus récemment Ambroisie (source d'allergies)[11]